# Bryum capillatum
Bryum capillatum är en bladmossart som beskrevs av Villars och Bridel 1803. Bryum capillatum ingår i släktet bryummossor, och familjen Bryaceae. Inga underarter finns listade i Catalogue of Life.